# Compainville

Compainville este o comună în departamentul Seine-Maritime, Franța. În 1 ianuarie 2022 avea o populație de 166 de locuitori.